# Comuna Vulcana-Băi, Dâmbovița
Vulcana-Băi (în trecut, Cucuteni sau Vulcana) este o comună în județul Dâmbovița, Muntenia, România, formată din satele Nicolaești, Vulcana de Sus și Vulcana-Băi (reședința).

## Geografie
Comuna se află în partea central-nordică a județului, în valea râului Vulcana, la vest de Pucioasa și de valea Ialomiței. Este deservită de șoseaua județeană DJ712B, care leagă valea Ialomiței și DN71 (la Doicești) de valea Dâmboviței și DN72A la Izvoarele.
Comuna este înconjurată de dealurile care au înălțimi de 500–600 metri, ce coboară din Munții Bucegi, având ca principală înălțime zonală înspre vest, dealul Vârful Vulcănii, ce atinge o înălțime de 642 metri.

## Demografie
Componența etnică a comunei Vulcana-Băi
     Români (97,48%)
     Alte etnii (0%)
     Necunoscută (2,52%)
Componența confesională a comunei Vulcana-Băi
     Ortodocși (95,54%)
     Alte religii (1,7%)
     Necunoscută (2,76%)
Conform recensământului efectuat în 2021, populația comunei Vulcana-Băi se ridică la 2.934 de locuitori, în scădere față de recensământul anterior din 2011, când fuseseră înregistrați 3.052 de locuitori. Majoritatea locuitorilor sunt români (97,48%), iar pentru 2,52% nu se cunoaște apartenența etnică. Din punct de vedere confesional, majoritatea locuitorilor sunt ortodocși (95,54%), iar pentru 2,76% nu se cunoaște apartenența confesională.

## Politică și administrație
Comuna Vulcana-Băi este administrată de un primar și un consiliu local compus din 11 consilieri. Primarul, Emil Drăghici[*],  politician independent, este în funcție din 1990. Începând cu alegerile locale din 2024, consiliul local are următoarea componență pe partide politice:
|  | Partid                          | Consilieri | Componența Consiliului | Componența Consiliului | Componența Consiliului | Componența Consiliului | Componența Consiliului | Componența Consiliului |
|  | ------------------------------- | ---------- | ---------------------- | ---------------------- | ---------------------- | ---------------------- | ---------------------- | ---------------------- |
|  | Partidul Social Democrat        | 6          |                        |                        |                        |                        |                        |                        |
|  | Partidul Național Liberal       | 3          |                        |                        |                        |                        |                        |                        |
|  | Alianța pentru Unirea Românilor | 1          |                        |                        |                        |                        |                        |                        |
|  | Alianța Dreapta Unită           | 1          |                        |                        |                        |                        |                        |                        |

## Nume
Numele de Vulcana îl poartă astăzi pârâul, valea precum și satele așezate de o parte și de alta a văii. Particula „u” din prima silabă a numelui este folosită doar de la sfârșitul secolului al XIX-lea, înainte numele era de Vîlcana(cu î), Vălcana și mult mai rar Vlăcana, așa cum se găsește în documentele de demult în care apare menționată. În documentele metodologice de aplicare a legii rurale din 1864, localitatea apare sub numele de Vîlcana.
D.Frunzescu scrie în 1872: Vêlcana(cu î din e) pentru Vêlcana de Sus, Vêlcana de Jos, Vêlcana Pandeli, Gura Vêlcănii și Schitul Vêlcana.  În 1892 se scrie în „Marele Dicționar Geografic”, cu „î”, Vîlcăneasa pentru satul din Rîmnicu Sărat, Vîlcănești pentru localitatea din județul Prahova și cu „u” pentru toate satele de pe valea Vulcanei. În analiza sa asupra localității, doctorul Popescu-Vîlcana citează pe Dr. Alexandru Șaabner-Tuduri, care în cartea sa „Apele minerale și stațiunile climaterice din România” menționează că „Vulcana își trage numele de la vâlceaua Vulcana”. Dr.Popescu pune sub semnul întrebării că numele în cauză și-ar trage originea de la un părău fără importanță, fapt contrazis de Iorgu Iordan și de alți specialiști care afirmă contrariul. Părerea dr.Popescu este că numele s-ar trage de la vreun „stăpânitor” local numit Vîlcu. Specialiștii spun însă că numele de Vlăcana ar proveni din cuvântul slav „vluku” care înseamnă lup.
Două documente în care apare numele localității sunt cele scrise de logofătul de Târgoviște, Dumitru, în 7 iunie 1638 și 20 august 1638, unde denumirea apare sub forma de Vlăcana.
Referitor la Vulcana Băi, Iorgu Iordan susține că: „în vorbirea oamenilor culți, apariția și răspândirea formelor cu u, se datorează foarte probabil unei etimologii populare, adică a unei confuzii a numelui de loc, Vîlcana, cu neologismul vulcan.” La această părere se raliază și Const.Georgescu: „Ceea ce ne preocupă în clipa de față este însă o veche contradicție pe care am vrea-o elucidată: anume dacă am spus bine Vulcana-Băi și nu Vîlcana, cum pretind unii, plecându-se de la premisa că Vulcana și-ar fi luat numele de la soția unui boier Vîlcu... Pare mai norocoasă versiunea că „Vulcana și-a tras numele de la lentele vulcane(?!)”, ce se produceau pe alocuri din cauza emanațiunilor de gaze, venit în contact cu flacăra(gazul metan). Avem aici un exemplu tipic de etimologie populară fantezistă”.

## Istorie
La sfârșitul secolului al XIX-lea, pe teritoriul actual al comunei era organizată comuna Cucuteni, în plasa Ialomița-Dâmbovița a județului Dâmbovița, comună având în compunere satele Vâlcana de Jos, Vâlcana de Sus și Cucuteni, cu o populație de 1500 de locuitori. Aici funcționau trei biserici, o școală și stațiunea băile Vâlcana. În 1925, Anuarul Socec consemnează comuna Vulcana în plasa Pucioasa a aceluiași județ, cu satele Băile Vulcana, Cucuteni, Niculăești și Vulcana de Sus, având în total 2947 de locuitori. În 1931, comuna a luat numele actual de Vulcana-Băi, iar satul Cucuteni fost transferat comunei Moțăieni, reședința comunei devenind stațiunea Băile Vulcana.
În 1950, comuna a fost inclusă în raionul Pucioasa al regiunii Prahova și apoi (după 1952) în raionul Târgoviște al regiunii Ploiești. În 1968, a revenit la județul Dâmbovița, reînființat, în alcătuirea actuală.

## Centrul Internațional Ecumenic
Complexul Interreligios al Centrului Internațional Ecumenic a luat ființă în comuna Vulcana-Băi în anul 1998. Acesta este un organism neguvernamental, fără coloratură politică, laico-religios cu caracter cultural social, fără scop lucrativ, care grupează clerici și laici ai diferitelor confesiuni și etnii din România, precum și reprezentanți ai altor confesiuni din străinătate. Centrul și-a propus să contribuie prin întreaga sa activitate la crearea unui climat spiritual ecumenic superior, de dialog, înțelegere, colaborare și respect reciproc în primul rând între toate cultele din România, între toți oamenii conștienți că se închină și slujesc același Dumnezeu. În activitatea sa, centrul are în vedere, ca principiu suprem, respectarea tradițiilor și principiilor doctrinare ale fiecărei confesiuni, evitându-se cu desăvârșire prozelitismul religiilor. 
Complexul centrului cuprinde trei locașuri de cult - o biserică creștin ortodoxă, care adăpostește moaște ale Sfântului Ioan Botezătorul, o sinagogă și o moschee. La zidirea și ctitorirea acestora au contribuit un creștin ortodox, respectiv dr. Ion Popescu, doi evrei, frații Rubi și Michael Zimmerman și familia unui musulman, Leila și dr. Omar Akill.